# Sonata para piano en fa mayor, KV 547a (Mozart)
La Sonata para piano en fa mayor, K. 547a (Anh. 135) es una sonata atribuida durante un tiempo a Wolfgang Amadeus Mozart. En un principio, fue publicada como sonata original por Breitkopf und Härtel en 1799, pero pronto se descubrió que en realidad era una amalgama de movimientos seleccionados de otras composiciones.

## Estructura
La obra consta de dos movimientos:

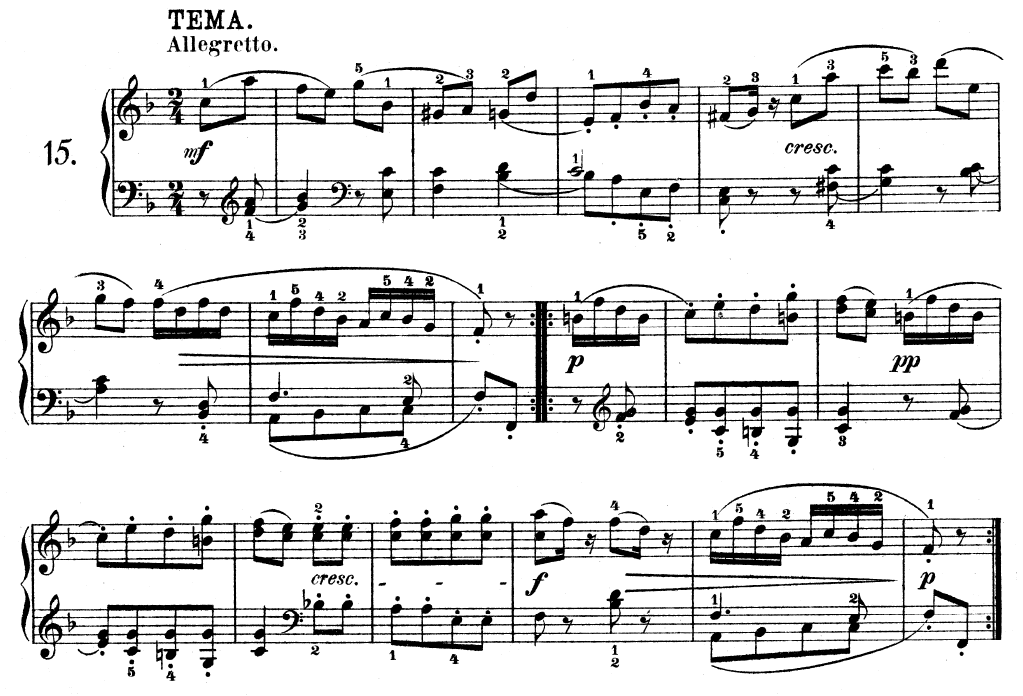
Tema de las variaciones K. 54/547b.

1. Allegro (transcripción para piano solo del segundo movimiento de la Sonata para violín n.º 36, KV 547)
2. Rondó (transposición del último movimiento de la Sonata para piano n.º 16 de do mayor a fa mayor)

La serie de seis variaciones sobre el Andante, KV 54/547b original se interpretan en ocasiones como tercer movimiento adicional de la obra. Estas variaciones son también transcritas para la misma sonata para violín (KV 547) a la que pertenece el Allegro, con la cuarta variación (que estaba dedicada al violín) reescrita.